# Bruno Salin
Bruno Salin, född 27 november 1891, död 1 februari 1971, var en finländsk kuplettsångare och sångtextförfattare.
På slutet av 1910-talet och början av 1920-talet var Salin en av Finlands mest populära kuplettsångare och uppträdde på caféer och teatrar över hela landet. 1925 uppträdde han regelbundet tillsammans med Rafael Ramstedt på caféet Kulma i Helsingfors.
Salins omvärldssatiriska sånger jämfördes med Tatu Pekkarinens och mest känd blev Salin för kupletten Judenitshin petrogradinmatka, som handlar om ryska inbördeskriget och om general Nikolaj Judenitj. Salin framförde sången bland annat vid en föreställning i Helsingfors i februari 1921. Ackompanjatör vid tillfället var Matti Jurva. Sången var politiskt laddad och ledde till massiv kritik mot Salin från borgerligt håll. Salin anklagades för att vara kommunist och greps av två poliser på Unionsgatan i Helsingfors den 4 september 1921. Han släpptes dock inom kort och skrev en förklarande artikel i Helsingin Sanomat. I sin artikel nekade Salin till kommunistanklagelserna, men förnekade inte sitt motstånd mot förföljelserna av vänstersympatisörer och arbetare.
Han var sedan 1916 gift med Hilda Salin, född Salmi. Makarna hade två barn.